# Панама на летних Олимпийских играх 1996
Панама принимала участие в Летних Олимпийских играх 1996 года в Атланте (США) в двенадцатый раз за свою историю, но не завоевала ни одной медали. Сборная страны состояла из 5 мужчин и 2 женщин.